# Арзиани, Георгий Константинович
Георгий Константинович Арзиани (1895 год, село Квалони, Зугдидский уезд, Кутаисская губерния, Российская империя — дата смерти неизвестна, Грузинская ССР) — звеньевой колхоза имени Чарквиани Хобского района, Грузинская ССР. Герой Социалистического Труда (1948).

## Биография
Родился в 1895 году в крестьянской семье в селе Квалони Зугдидского уезда (сегодня — Зугдидский муниципалитет). Окончил местную сельскую школу. Трудился в личном сельском хозяйстве.
В послевоенные годы трудился звеньевым в колхозе имени Чарквиани Хобского района, который возглавлял Михаил Владимирович Татаришвили. Звено Георгия Арзиани входило в бригаду Григория Чантуриа, которая особенно отличилась в годы Четвёртой пятилетки (1946—1950).
В 1947 году звено под его руководством собрало в среднем с каждого гектара по 72,7 центнера кукурузы с площади 4,3 гектара. Указом Президиума Верховного Совета СССР от 19 мая 1948 года удостоен звания Героя Социалистического Труда за «получение высоких урожаев кукурузы в 1947 году» с вручением ордена Ленина и золотой медали «Серп и Молот» (№ 2192).
В 1968 году вышел на пенсию. Персональный пенсионер союзного значения. Дата его смерти не установлена.